# Ярославль — Резинотехника
Акционерное общество «Ярославль — Резинотехника» (АО "ЯРТ") —является одним из крупнейших предприятий - производителей резиновых технических изделий (РТИ) в России и СНГ, расположенное в городе Ярославле.

## История
Предприятие начало строиться в 1936 году. В декабре 1938 года была выпущена первая продукция — прорезиненная ткань и резиновые смеси.
В годы войны завод производил аэростаты заграждения и надувные плавсредства.
После войны завод начат выпуск следующих изделий: резиновый клей, хирургические перчатки, прорезиненная ткань, медицинская клеёнка. Был освоен выпуск резиновой нити, вентиляторных ремней, резиновых галош, кислородных подушек.
В дальнейшем разработана и освоена новая продукция: расширен ассортимент тканей, клея, создана поточная линия по выпуску надувных лодок из прорезиненной ткани и из материалов ПВХ, 
За достижение высоких производственных показателей в 1981 году предприятие было награждено орденом Трудового Красного Знамени.
На протяжении многих лет завод являлся поставщиком продукции для таких предприятий как Горьковский, Ульяновский и Минский автомобильные заводы, Ярославский, Заволжский, Тутаевский и Рыбинский моторные заводы, Норильский металлургический комбинат, Сургутнефтегаз, Вологодский подшипниковый завод.
На данный момент АО "Ярославль - Резинотехника" производит приводные ремни, резиновые смеси и ткани и множество прочей резинотехнической продукции.
Предприятие постоянно участвует в выставках и презентует новые разработки.

## Продукция
Предприятие выпускает:
- резиновые смеси
- резиновые технические пластины
- приводные (многоручьевые, вариаторные, узких и нормальных сечений), плоские и вентиляторные ремни Архивная копия от 18 ноября 2021 на Wayback Machine
- прорезиненные ткани
- резиновые камерные перчатки
- клей, замазка

и другое